# Herolz
Herolz ist ein Stadtteil von Schlüchtern im osthessischen Main-Kinzig-Kreis.

## Geographische Lage
Herolz liegt im Nordosten des Main-Kinzig-Kreises im Bergwinkel am Südhang des Hessischen Landrückens, dem verbindenden Höhenzug zwischen Rhön und Vogelsberg.
Herolz grenzt im Norden an den Ort Elm, im Osten an den Ort Vollmerz, im Südosten an den Ort Sannerz, im Süden an den Ort Ahlersbach und im Westen an Schlüchtern-Innenstadt.

## Geschichte

### Ortsgeschichte
Erstmals urkundlich erwähnt wurde Herolz im Jahr 1030 als „Heroldes hus“, als Abt Richard von Fulda der Propstei Neuenberg ein freies Landgut („praedium“) zu Herolz mit der niederen Gerichtsbarkeit schenkte. Im 13. Jahrhundert erhielt ein ortsansässiges und von 1278 bis 1396 bekundetes Geschlecht Niederadeliger das Amt und Gericht Herolz, zu dem Herolz, Sannerz und Weiperz gehörten, von der Abtei Fulda zu Lehen, und im Jahre 1277 ließ Fürstabt Bertho IV. zur Sicherung der Stiftsgrenze in Herolz eine Burg erbauen. In der ersten Hälfte des 14. Jahrhunderts kamen Burg, Amt und Gericht Herolz an die Propstei Neuenberg, zum Teil unmittelbar durch Erbverkauf auf Grund des Vermächtnisses von Gottfried von Herolz (1238), zum Teil mittelbar durch Verkauf von Frowin von Herolz (1339) an den Fürstabt von Fulda, der sie dem Propst von Neuenberg (der gleichzeitig Dekan von Fulda war) übergab. Die Propstei Neuenberg verpfändete Amt und Gericht Herolz danach meist an Mitglieder des auf der Burg Steckelberg residierenden Zweigs der reichsfreien Herren von Hutten. Lorenz von Hutten verpfändete 1452 das Gut und Gericht an Philipp von Eberstein, löste es aber 1465 wieder ein. Spätestens 1494 war das Gericht Herolz wieder in Gänze in fuldischem Besitz (wobei nicht bekannt ist, wie es dazu kam), aber schon im Jahre 1500 verpfändete Fulda das Gericht erneut, diesmal an Ulrich von Hutten.
Im Oktober 1546 löste der Fuldaer Fürstabt Philipp Schenk zu Schweinsberg das Pfand von Ulrichs Erben aus und die Propstei Neuenberg, vertreten durch ihren Propst Philipp von Rückingen (gleichzeitig Dekan von Fulda) und ihren Dekan Kaspar Lang (gleichzeitig Propst zu Hoechst und Zella), trat im Tausch für andere Rechte und Einkünfte alle ihre Rechte an dem Gericht an die Fürstabtei ab. 1561 verglich Fulda sich den anderen Mitgliedern der Familie Hutten über alle von diesen geltend gemachten Ansprüche auf Herolz und belieh die Familie erneut mit Herolz. Als Johann Hartmann von Hutten als Letzter seines Stammes 1704 in Sannerz verstarb, zog Fulda das Amt und Gericht mit den drei Orten Herolz, Sannerz und Weiperz als erledigtes Lehen ein und besetzte es militärisch. Johann Hartmanns Schwester Louise erhob zwar Ansprüche, die aber mit einer Entschädigung von 2504 Gulden abgegolten wurden.
1735 bildete Fulda aus dem Gerichtsbezirk Herolz die Propstei Sannerz, und diese wurde 1787 dem Amt Salmünster unterstellt, zu dem es auch in den Jahren 1802 bis 1806 innerhalb des kurzlebigen Fürstentums Nassau-Oranien-Fulda und 1806 bis 1810 im sogenannten Fürstentum Fulda in Karl Theodor von Dalbergs Fürstprimatischem Staat des Rheinbunds gehörte. Von 1810 bis 1813 war Herolz Teil des Distrikts Salmünster im Departement Fulda des von Napoleon für Karl Theodor von Dalberg geschaffenen Großherzogtums Frankfurt. Nach dem Ende der napoleonischen Fremdherrschaft kam Herolz mit dem ehemaligen Fürstentum Fulda nach einjähriger preußischer Verwaltung 1816 zum Kurfürstentum Hessen, wo es zunächst zum Amt Salmünster, 1821 zum Kreis Salmünster, 1830 zum Kreis Schlüchtern, 1848 zum Bezirk Hanau und 1851 erneut zum Kreis Schlüchtern gehörte. Auch nach der Annexion des Kurfürstentums Hessen durch Preußen 1866 blieb es im Kreis Schlüchtern.
Hessische Gebietsreform (1970–1977)
Zum 1. Dezember 1969 wurde die bis dahin selbständige Gemeinde Herolz im Vorfeld der Gebietsreform in Hessen auf freiwilliger Basis in die Stadt Schlüchtern eingemeindet. Für Herolz wurde, wie für die anderen eingemeindeten, ehemals eigenständigen Gemeinden von Schlüchtern, ein Ortsbezirk eingerichtet. Mit der Hessischen Gebietsreform wurde der Landkreis Schlüchtern 1974 aufgelöst und der Ort liegt seitdem im Main-Kinzig-Kreis.

### Verwaltungsgeschichte im Überblick
Die folgende Liste zeigt die Staaten und Verwaltungseinheiten, denen Herolz angehört(e):
- vor 1803: Heiliges Römisches Reich, Fürstabtei Fulda, Amt Salmünster (Propstei Sannerz)
- ab 1803: Heiliges Römisches Reich, Fürstentum Nassau-Oranien-Fulda, Amt Salmünster[Anm. 2]
- 1806–1810: Primatialstaat Karl Theodor von Dalbergs im Rheinbund,[Anm. 3] Fürstentum Fulda, Amt Salmünster
- 1810–1813: Großherzogtum Frankfurt, Departement Fulda, Distrikt Salmünster
- ab 1816: Kurfürstentum Hessen,[Anm. 4] Großherzogtum Fulda, Amt Salmünster[11]
- ab 1821/22: Kurfürstentum Hessen, Provinz Hanau, Kreis Schlüchtern[12][Anm. 5]
- ab 1848: Kurfürstentum Hessen, Bezirk Hanau
- ab 1851: Kurfürstentum Hessen, Provinz Hanau, Kreis Schlüchtern
- ab 1867: Königreich Preußen,[Anm. 6] Provinz Hessen-Nassau, Regierungsbezirk Kassel, Kreis Schlüchtern
- ab 1871: Deutsches Reich, Königreich Preußen, Provinz Hessen-Nassau, Regierungsbezirk Kassel, Kreis Schlüchtern
- ab 1918: Deutsches Reich, Freistaat Preußen, Provinz Hessen-Nassau, Regierungsbezirk Kassel, Kreis Schlüchtern
- ab 1944: Deutsches Reich, Freistaat Preußen, Provinz Nassau, Landkreis Schlüchtern
- ab 1945: Deutsches Reich, Amerikanische Besatzungszone,[Anm. 7] Groß-Hessen, Regierungsbezirk Wiesbaden, Landkreis Schlüchtern
- ab 1946: Deutsches Reich, Amerikanische Besatzungszone, Hessen, Regierungsbezirk Wiesbaden, Landkreis Schlüchtern
- ab 1949: Bundesrepublik Deutschland, Hessen, Regierungsbezirk Wiesbaden, Landkreis Schlüchtern
- ab 1968: Bundesrepublik Deutschland, Hessen, Regierungsbezirk Darmstadt, Landkreis Schlüchtern
- ab 1969: Bundesrepublik Deutschland, Hessen, Regierungsbezirk Darmstadt, Landkreis Schlüchtern, Stadt Schlüchtern
- ab 1974: Bundesrepublik Deutschland, Hessen, Regierungsbezirk Darmstadt, Main-Kinzig-Kreis, Stadt Schlüchtern

## Bevölkerung

### Einwohnerstruktur 2011
Nach den Erhebungen des Zensus 2011 lebten am Stichtag dem 9. Mai 2011 in Herolz 1452 Einwohner. Darunter waren 42 (2,9 %) Ausländer. Nach dem Lebensalter waren 249 Einwohner unter 18 Jahren, 636 zwischen 18 und 49, 291 zwischen 50 und 64 und 276 Einwohner waren älter. Die Einwohner lebten in 624 Haushalten. Davon waren 183 Singlehaushalte, 171 Paare ohne Kinder und 183 Paare mit Kindern, sowie 72 Alleinerziehende und 15 Wohngemeinschaften. In 129 Haushalten lebten ausschließlich Senioren und in 420 Haushaltungen lebten keine Senioren.

### Einwohnerentwicklung
| • 1812: | 61 Feuerstellen mit 558 Seelen |

| Herolz: Einwohnerzahlen von 1812 bis 2020 | Herolz: Einwohnerzahlen von 1812 bis 2020 | Herolz: Einwohnerzahlen von 1812 bis 2020 | Herolz: Einwohnerzahlen von 1812 bis 2020 | Herolz: Einwohnerzahlen von 1812 bis 2020 |
| --- | ----------------------------------------- | ----------------------------------------- | ----------------------------------------- | ----------------------------------------- |
| Jahr |                                           |                                           |                                           | Einwohner                                 |
| 1812 | 1812                                      |                                           | 558                                       | 558                                       |
| 1834 | 1834                                      |                                           | 655                                       | 655                                       |
| 1840 | 1840                                      |                                           | 647                                       | 647                                       |
| 1846 | 1846                                      |                                           | 630                                       | 630                                       |
| 1852 | 1852                                      |                                           | 593                                       | 593                                       |
| 1858 | 1858                                      |                                           | 553                                       | 553                                       |
| 1864 | 1864                                      |                                           | 506                                       | 506                                       |
| 1871 | 1871                                      |                                           | 542                                       | 542                                       |
| 1875 | 1875                                      |                                           | 489                                       | 489                                       |
| 1885 | 1885                                      |                                           | 506                                       | 506                                       |
| 1895 | 1895                                      |                                           | 534                                       | 534                                       |
| 1905 | 1905                                      |                                           | 555                                       | 555                                       |
| 1910 | 1910                                      |                                           | 594                                       | 594                                       |
| 1925 | 1925                                      |                                           | 601                                       | 601                                       |
| 1939 | 1939                                      |                                           | 721                                       | 721                                       |
| 1946 | 1946                                      |                                           | 976                                       | 976                                       |
| 1950 | 1950                                      |                                           | 1.007                                     | 1.007                                     |
| 1956 | 1956                                      |                                           | 1.044                                     | 1.044                                     |
| 1961 | 1961                                      |                                           | 1.027                                     | 1.027                                     |
| 1967 | 1967                                      |                                           | 1.016                                     | 1.016                                     |
| 1970 | 1970                                      |                                           | 1.050                                     | 1.050                                     |
| 2005 | 2005                                      |                                           | 1.777                                     | 1.777                                     |
| 2010 | 2010                                      |                                           | 1.688                                     | 1.688                                     |
| 2011 | 2011                                      |                                           | 1.452                                     | 1.452                                     |
| 2015 | 2015                                      |                                           | 1.702                                     | 1.702                                     |
| 2020 | 2020                                      |                                           | 1.668                                     | 1.668                                     |
| Datenquelle: Historisches Gemeindeverzeichnis für Hessen: Die Bevölkerung der Gemeinden 1834 bis 1967. Wiesbaden: Hessisches Statistisches Landesamt, 1968. Weitere Quellen: LAGIS; 2005; 2010; 2015; 2020; Zensus 2011 |                                           |                                           |                                           |                                           |

### Historische Religionszugehörigkeit
Quelle: Historisches Ortslexikon
| • 1885: | 025 evangelische (= 4,94 %), 481 katholische (= 95,06 %) Einwohner  |
| • 1961: | 120 evangelische (= 11,68 %), 899 katholische (= 87,54 %) Einwohner |

## Kirche
In Herolz befindet sich die 1913 errichtete katholische St.-Jakobus-Kirche.

## Politik
Für Herolz besteht ein Ortsbezirk (Gebiete der ehemaligen Gemeinde Herolz) mit Ortsbeirat und Ortsvorsteher nach der Hessischen Gemeindeordnung.
Der Ortsbeirat besteht aus sieben Mitgliedern. Bei den Kommunalwahlen in Hessen 2021 betrug die Wahlbeteiligung zum Ortsbeirat 50,86 %. Alle Kandidaten gehören der Liste „gemeinsam für Herolz“ an. Der Ortsbeirat wählte Marius Euler zum Ortsvorsteher.

## Infrastruktur
- Der Ort verfügt über eine Grundschule, einen Kindergarten und eine Freiwillige Feuerwehr.
- An Vereinen sind u. a. zu nennen: Sportverein „Germania“ Herolz 1911, Schützengilde 1964 Herolz, Musikverein Herolz, Rehm’sche Chöre 1893 Herolz, Heimat und Förderverein Herolz